# Lograto
Lograto is een gemeente in de Italiaanse provincie Brescia (regio Lombardije) en telt 3237 inwoners (31-12-2004). De oppervlakte bedraagt 12,3 km², de bevolkingsdichtheid is 240,25 inwoners per km².

## Demografie
Lograto telt ongeveer 1199 huishoudens. Het aantal inwoners steeg in de periode 1991-2001 met 9,0% volgens cijfers uit de tienjaarlijkse volkstellingen van ISTAT.
| Jaar | Inwoneraantal |
| ---- | ------------- |
| 1991 | 2670          |
| 2001 | 2909          |

## Geografie
De gemeente ligt op ongeveer 110 m boven zeeniveau.
Lograto grenst aan de volgende gemeenten: Azzano Mella, Berlingo, Maclodio, Mairano, Torbole Casaglia, Travagliato.